# Ustanciosporium montagnei
Ustanciosporium montagnei är en svampart som först beskrevs av Tul. & C. Tul., och fick sitt nu gällande namn av M. Piepenbr., Begerow & Oberw. 2000. Ustanciosporium montagnei ingår i släktet Ustanciosporium och familjen Anthracoideaceae.   Inga underarter finns listade i Catalogue of Life.